# Etlingera rubromarginata
Etlingera rubromarginata är en enhjärtbladig växtart som beskrevs av Axel Dalberg Poulsen och John Donald Mood. Etlingera rubromarginata ingår i släktet Etlingera och familjen Zingiberaceae. Inga underarter finns listade i Catalogue of Life.